# Albert Michnáč
Albert Michnáč (* 18. října 1998, Praha, Česko) je český hokejový útočník hrající slovenskou Tipos Extraligu v týmu HK Dukla Michalovce.
Michnáč je defenzivním útočníkem a tvůrcem hry, kterého odchovala pražská Sparta. Od sezóny 2013/14 začal nastupovat za mládežnické reprezentační výběry, ale nominace na velké turnaje se mu vyhýbaly. Před sezónou 2016/17 byl v CHL Import Draftu vybrán juniorským kanadským týmem Guelph Storm, který hrál v lize OHL a kam také zamířil. Zde hrál jednu sezónu a poté ve stejné lize přesídlil do Mississaugy Steelheads, kde se mu v sezóně 2017/18 dařilo v produktivitě natolik, že si vysloužil nominaci na světový šampionát juniorů 2018 v americkém Buffalu, kde nastupoval v útoku s Filipem Zadinou a Martinem Nečasem.